# Buzz Aldrin
Buzz Aldrin (født Edwin Eugene Aldrin den 20. januar 1930) er en amerikansk pilot og astronaut, der i 1969 blev den 2. mand på Månen under samme mission, Apollo 11, som Neil Armstrong. Han var også med på Gemini 12. Pudsigt nok var hans mors pigenavn Marion Moon. 
Navnet Buzz fik han af sin søster, der ikke kunne udtale brother, der i stedet blev til "Buzzer". I 80'erne tog han navnet officielt. 
Han er efterkommer af udvandrere fra Värmland i Sverige.  Aldrins farfar Karl Johan Aldrin, samt hans farmor, kom fra Norra Råda i Värmland. Det var en familie af smede. Karl Johan emigrerede i 1892 og etablerede sig som smed i Massachusetts. 